# Galipea davisii
Galipea davisii är en vinruteväxtart som beskrevs av Noel Yvri Sandwith. Galipea davisii ingår i släktet Galipea och familjen vinruteväxter. Inga underarter finns listade i Catalogue of Life.